# إلمر ميلر (لاعب كرة قاعدة)
إلمر ميلر (بالإنجليزية: Elmer Miller)‏ هو لاعب كرة قاعدة أمريكي، ولد في 17 أبريل 1903 في ديترويت في الولايات المتحدة، وتوفي في 8 يناير 1987 في كورونا في الولايات المتحدة.

## وصلات خارجية
- إلمر ميلر (لاعب كرة قاعدة) على موقعبيزبول رفرنس.كوم (الدوري الرئيسي) (الإنجليزية)